# Societat de les Camises Blaves
La Societat de Camises Blaves (en xinès:藍衣社; pinyin: Lanyishe) també denominada com Societat de Pràctica Rigurosa dels Tres Principis del Poble (en xinès:三民主義力行社; sanminzhuyi lixingshe): Societat de Reconstrucció de la Xina (en xinès:中華復興社) fou una les organitzacions feixistes que van actuar a la Xina en els anys de la primera guerra civil (1927-1937). Aquest grup elitista secret, nascut el dia 1 de març de 1932, estava vinculat al sector militar Kuomintang (KMT) però la seva ideologia impregnava la plataforma de masses el “Moviment de la Nova Vida”(Xinshenghuo yundong), el MNV. La seva existència orgànica va desaparèixer el 9 de juliol de 1938 quan s'incorporà a la Joventut dels Tres Principis del Poble (sanminzhuyi qingniantuan). Chiang Kai-shek va utilitzar la a Societat de les Camises Blaves com a eina per a renovar el KMT per la qual cosa es va crear el MNV el 1934. Aquest projecte es faria mitjançant una lectura feixista dels “Tres Principis del Poble” de Sun Yat-sen. Amb l'aliança de comunistes i nacionalistes lluitar conjuntament contra els japonesos, la tendència feixista del KMT va passar a segon terme, reapareixent el 1946 quan es va reiniciar la guerra civil.
La influència de les Camises Blaves es va fer evident en la Guerra Freda a Taiwan, un cop derrotat els nacionalistes, malgrat que l'organització ja no existís. El 1966 es va crear el “Moviment de la regeneració de la Cultura Xinesa” que s'inspirava en la ideologia dels camises blaves.